# لشنو گورنه
لشنو گورنه (به لاتین: Leśno Górne) یک روستا در لهستان است که در گمینا پلیس واقع شده‌است. این شهر تقریباً در 5 کیلومتری (3 مایلی) جنوب غربی پلیس و 12 کیلومتری (7 مایلی) شمال غربی پایتخت منطقه شچسین قرار دارد.